# Jules Lasaïgues
Jules Honoré Lucien Lasaïgues (1851-1935) est un compositeur français.

## Biographie
Professeur de musique à Toulouse, on lui doit plus de deux cents chansons de la fin du XIXe et du début du XXe siècle sur des textes, entre autres, de Victor Hugo, Eugène Héros, Pierre Trimouillat ou Léon Garnier. La plus connue reste À mon septième, chantée en 1892 par Yvette Guilbert et Kam-Hill (en). 
La chanson Si tu savais ma chère apparait en 2007 dans l'Anthologie de la chanson française enregistrée - Les années 1900-1920, publiée par EPM Musique.